# Argyrotegium fordianum
Argyrotegium fordianum là một loài thực vật có hoa trong họ Cúc. Loài này được (M.Gray) J.M.Ward & Breitw. mô tả khoa học đầu tiên năm 2003.